# Ginefília

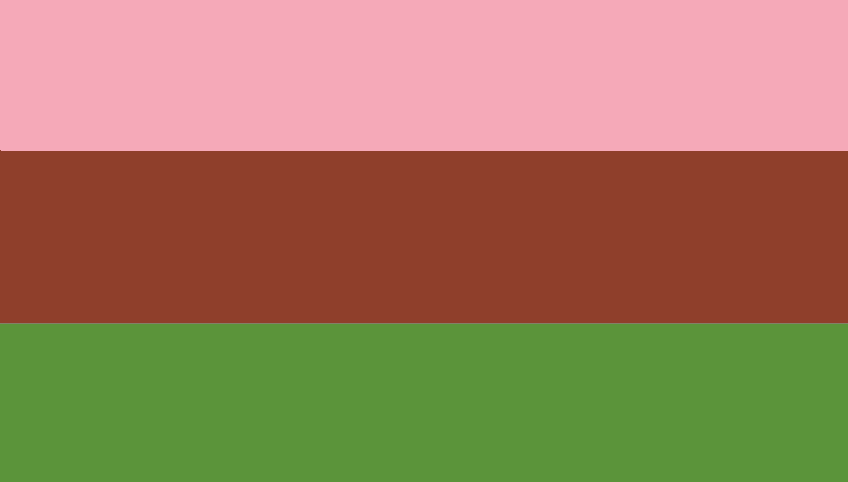
Bandera ginesexual

Ginefília, ginecofília o ginofília és un terme utilitzat en les ciències de comportament, juntament amb la androfília i ambifília, per a descriure orientacions sexuals i romàntiques l'atracció de les quals és dirigida a les dones, a individus femenins o a una anatomia femella, com una alternativa a la dicotomia homosexual i heterosexual.

## Etimologia i ús
Gine-, gineco-, gino- i -filia vénen del grec γυνή gyne, gunḗ ‘dona’, φιλία filía ‘amor’, descrivint l'atracció física cap a les dones.
- Ginemimetofília
- Autoginofília
- Ginofòbia